# Гамлет

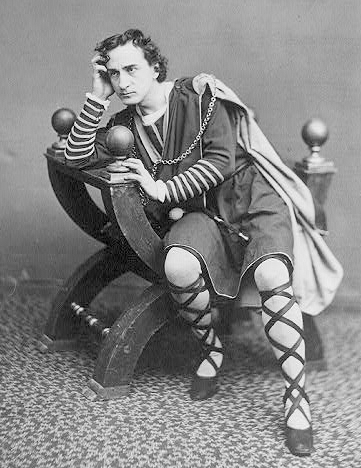
Американський актор Едвін Бут у ролі принца Гамлета (1870, фотограф невідомий)

«Гамлет, принц данський» (англ. The Tragical Historie of Hamlet, Prince of Denmarke) відоміша просто як «Гамлет» — трагедія англійського письменника Вільяма Шекспіра, написана між 1599 та 1601 роками.
Дія цієї п'єси відбувається в Данії. У ній розповідається, як принц Гамлет здійснює помсту своєму дядькові королю Клавдію, убивці попереднього короля, Гамлетового батька, та нового чоловіка Гамлетової матері, королеви Гертруди. У п'єсі яскраво відтворено протікання справжнього й удаваного божевілля, яке проявляється то в глибокому смутку, то в шаленій люті. Серед її тем також зрада, помста і моральне падіння.
Попри значні зусилля істориків літератури, точний рік написання залишається досі спірним. До наших часів збереглися три ранні версії п'єси: вони відомі під назвами «Перше кватро» (Q1), «Друге кватро» (Q2) і «Перше фоліо» (F1). У кожному з них є рядки й навіть цілі сцени, яких немає в інших. При написанні Гамлета Шекспір, мабуть, опирався на легенду про Амлета, записану літописцем 13-го століття Саксоном Граматиком в «Діянні данів», а потім переказану вченим мужем 16-го століття Франсуа де Бельфорестом, а також, можливо, на втраченій п'єсі єлизаветинської доби, відомій у наші дні як «Ур-Гамлет».
Зважаючи на складну композицію п'єси й глибину характерів, Гамлета можна аналізувати, тлумачити й обговорювати з різних точок зору. Наприклад, сучасників впродовж багатьох століть дивувало вагання Гамлета в питанні про вбивство дядька. Одні вбачали в цьому засіб продовження дії, інші розцінювали його як результат тиску складних філософських і етичних проблем, які оточують холоднокровне вбивство, прораховану помсту і марні бажання. Ближче до наших днів критики-психоаналітики перейнялися підсвідомими бажаннями Гамлета, а критики-феміністи — переоцінкою й реабілітацією персонажів Офелії та Гертруди.

## Дійові особи
- Гамлет — син попереднього й небіж нинішнього короля
- Йорік — череп, з яким спілкувався Гамлет
- Клавдій — король Данії, дядько Гамлета
- Гертруда — королева Данії, мати Гамлета
- Полоній — головний королівський радник.
- Офелія — дочка Полонія
- Гораціо — друг Гамлета
- Лаерт — син Полонія
- Вольтіманд і Корнелій — придворні
- Розенкранц і Гільденстерн — придворні, друзі Гамлета
- Озрік — дворянин
- Марцелл — офіцер
- Бернардо — офіцер
- Франциско — солдат
- Рейнальдо — служник Полонія.
- Привид Гамлетового батька
- Фортінбрас — принц норвезький
- Два блазні-гробокопи.
- Актори
- Священик
- Капітан армії Фортінбраса
- Англійські посли
- Вельможі, дами, офіцери, солдати, моряки, гінці, слуги

## Сюжет
Поруч з Ельсінором, королівським палацом данських монархів, солдати кілька разів бачили привида, дивно схожого на нещодавно загиблого короля. Новина доходить до данського принца Гамлета, і він вирішує побачити привида. Зустріч з ним Гамлета приводить до жаху і повне сум'яття — привид розповів йому про те, що його дядько, нинішній король, вбив його батька, і наказує синові помститися. Гамлет вражений і розгублений настільки, що придворні вирішують, що принц з'їхав з глузду, після чого Гамлет вирішує прикинутися божевільним.
Він намагається знайти незаперечні докази провини Клавдія. Король, здогадуючись, що «Гамлет не божевільний, а прикидається з якоюсь метою», посилає до нього його друзів — Розенкранца і Гільденстерна, щоб вони за відповідну винагороду вивідали, що насправді на думці у Гамлета. Але Гамлет, зрозумівши справжню мету їх приїзду, нічого їм не відкриває, відповідаючи безглуздими монологами на їх розпитування.
У цей час в Ельсінор приїжджає група бродячих акторів. Гамлет просить їх поставити п'єсу «Вбивство Гонзаго», вставивши туди кілька рядків свого твору. Таким чином «Вбивство Гонзаго» буде зображувати вбивство колишнього короля зі слів привида. Король уважно стежить за дією п'єси і йде після того, як у п'єсі Гамлета відбувається вбивство.
Після цього Гамлет йде в покої королеви, перед розмовою вбиває королівського радника Полонія, що причаївся за портьєрою, вирішивши, що це Клавдій. Далі він розмовляє з матір'ю, дорікаючи її в тому, що вийшовши заміж за Клавдія, вона образила колишнього чоловіка. Король, розуміючи, що Гамлет для нього небезпечний, відсилає його до Англії, щоб його відразу ж після приїзду стратили. Принц рятується від цієї долі і повертається в Данію. Дядько вдається до вже випробуваного прийому — отрути.
Гамлет вмирає, перед смертю вбиваючи короля. Данський престол переходить до Фортінбраса, норвезького правителя.

## Трактування
Американський астроном Пітер Ашер, почесний професор Пенсильванського університету, опублікував гіпотезу про те, що шекспірівський «Гамлет» насправді є астрономічною алегорією. Король Клавдій, на його думку, не дарма має таке ж ім'я, як і Птолемей, який запропонував геоцентричну модель. Гамлет — це коперніканець Томас Діггес, а Розенкранц і Гільденстерн (прізвища, згадані в родоводі Тихо Браге), втілюють теорії Тихо, який намагався примирити дві системи.

## Переклади українською
Перші переклади «Гамлета» українською мовою належать до 60-х років XIX століття. 1865 року у львівському журналі «Нива» опубліковано переклад першої дії трагедії, зроблений Павлином Свєнціцьким. В 1870-х «Гамлета» переклав Михайло Старицький замінивши п'ятистопний ямб оригіналу на хорей, переклад вийшов друком у 1882 р. Юрій Федькович переклав п'єсу з німецького посередника у 1872 році (видано у 1902 р.).
Українською мовою трагедію переклали: Михайло Старицький, Юрій Федькович, Пантелеймон Куліш, Юрій Клен, Леонід Гребінка, Михайло Рудницький, Ігор Костецький, Григорій Кочур, Юрій Андрухович.

### Список українських перекладів
- Шекспір У. Гамлет, принц данський: Пер. П. Куліша. Виданий з передмовою і поясненнями Др. І. Франка. — Львів: Українсько-руська видавнича спілка, 1899.
- Шекспір В. Гамлет, принц данський: Пер. з англ. Ю.Клена / Клен Ю. Твори: В 4 т. — Торонто: Фундація імені Юрія Клена, 1960. — Т. 4.
- В. Шекспір. Твори в шести томах: Том 5. [Архівовано 14 червня 2015 у Wayback Machine.] К.: Дніпро, 1986. 696 с. — С.: 5-118. Редагований переклад Леоніда Гребінки.
- Кочур Г. П. Друге відлуння: Переклади [Архівовано 14 травня 2015 у Wayback Machine.] . — Київ: Дніпро, 1991. — 558 с. / З Англійської драматургії. Вільям Шекспір. Гамлет, принц данський, 410—535 с.
- Шекспір В. Гамлет, принц данський: Пер. з англ. Г. Кочура. — К.: «Альтерпрес», 2003.
- Шекспір В. Гамлет / Пер. з англ. М. Рудницького / Просценіум. Театрознавчий журнал. — 2004.– No 1-2 (8-9).– С. 131—206.
- Вільям Шекспір. Переклад: Юрій Андрухович. Ілюстрації: Владислав Єрко. Видавництво: А-БА-БА-ГА-ЛА-МА-ГА. Рік: 2008. Кількість сторінок: 240. ISBN 978-966-7047-79-5
- Шекспір В. Трагедії та хроніки у двох томах. Переклад: Олександр Грязнов. Видавництво «Задруга», 2008 рік. ISBN 978-966-432-042-6. Том 1, ст. 5-137.
- Вільям Шекспір. Гамлет, принц данський. Переклад з англійської: Пантелеймон Куліш; передмова й поясненнями: Др. Іван Франко. Львів: Українсько-руська видавнича спілка, 1899. 171 стор.
- Вільям Шекспір. Гамлет, принц данський: Пер. з англ. Ю.Клена / Клен Ю. Твори: В 4 т. — Торонто: Фундація імені Юрія Клена, 1960. — Т. 4.андр
- Вільям Шекспір. Твори в шести томах: Том 5. К.: Дніпро, 1986. 696 с. — С.: 5-118. Редагований переклад Леоніда Гребінки.
- Вільям Шекспір. Гамлет, принц данський. Пер. з англ. Г. П. Кочур. Друге відлуння: Переклади. Київ: Дніпро, 1991. — 558 с. З Англійської драматургії. 410—535 стор.
- Вільям Шекспір. Гамлет, принц данський: Пер. з англ. Г. Кочура. — К.: «Альтерпрес», 2003.
- Вільям Шекспір. Гамлет. Пер. з англ. М. Рудницького / Просценіум. Театрознавчий журнал. — 2004.– No 1-2 (8-9).– С.131-206.
- Вільям Шекспір. Гамлет, принц данський. Переклад: Юрій Андрухович. Ілюстрації: Владислав Єрко. Видавництво: А-БА-БА-ГА-ЛА-МА-ГА. Рік: 2008. Кількість сторінок: 240. ISBN 978-966-7047-79-5
- Гамлет / Шекспір Вільям. Пер. з англ. Михайло Рудницький. Ред. Ніна Бічуя. Ідея, наук. ред. Богдан Козак.– Львів, 2008. — 192 с. — Пер. видання: The works of W. Shakespeare. Tha tragedy of Hamlet. — London: Methuen & Сo. Ltd. — 1909. — 240 p.
- Шекспір, Вільям (1564–1616).

Гамлет, принц данський / Вільям Шекспір ; [іл.: Гарольд Коппінг, Чарльз Найт] ; переказала для дітей та юнацтва Дзвінка Федорців. - Львів : Апріорі, 2023. - 177, [2] с. : іл. - (Літературна скарбничка). - 1000 прим. - ISBN 978-617-629-811-3

## Різне
Номер 49 у Рейтингу 100 найкращих книг усіх часів журналу Ньюсвік.